# Katla.
Katla. – islandzki zespół metalowy, grający muzykę będącą mieszanką post-rocka, doom i black metalu. Nazwa zespołu pochodzi od największego aktywnego islandzkiego wulkanu Katla.

## Historia
Zespół został założony w 2016 roku w Reykjavíku przez perkusistę Guðmundura Óli Pálmasona, współzałożyciela i wieloletniego członka zespołu Sólstafir, po jego nagłym wyrzuceniu z tego zespołu na skutek konfliktu z jego liderem, wokalistą i gitarzystą Aðalbjörnem Tryggvasonem. Po założeniu Katla. Pálmason zaprosił do współpracy multi-instrumentalistę Einara Eldura Thorberga Guðmundssona, który objął w nowym zespole również wokale.
Tego samego roku zespół nagrał i wydał swoją pierwszą EPkę Ferðalok. W 2017 roku nakładem niemieckiej wytwórni Prophecy Productions, ukazał się debiutancki pełny album formacji zatytułowany Móðurástin.

## Dyskografia
- Ferðalok [EP] 2016
- Móðurástin 2017